# Campeonato Uruguayo de Primera División 1988
El Campeonato Uruguayo 1988 fue el 84° torneo de primera división del fútbol uruguayo, correspondiente al año 1988. Compitieron 13 equipos, los cuales se enfrentaron en sistema de todos contra todos a dos ruedas. El campeón fue el Danubio Fútbol Club.

## Posiciones
| Puesto | Equipo           | Pts | PJ | PG | PE | PP | GF | GC | Dif |
| ------ | ---------------- | --- | -- | -- | -- | -- | -- | -- | --- |
| 1º     | Danubio          | 40  | 24 | 18 | 4  | 2  | 52 | 18 | 34  |
| 2º     | Peñarol          | 31  | 24 | 13 | 5  | 6  | 51 | 30 | 21  |
| 3º     | Defensor         | 31  | 24 | 12 | 7  | 5  | 33 | 17 | 16  |
| 4º     | Huracán Buceo    | 28  | 24 | 11 | 6  | 7  | 25 | 25 | 0   |
| 5º     | Liverpool        | 25  | 24 | 10 | 5  | 9  | 20 | 21 | -1  |
| 6º     | Wanderers        | 24  | 24 | 6  | 12 | 6  | 25 | 26 | -1  |
| 7º     | Nacional         | 22  | 24 | 8  | 6  | 10 | 26 | 32 | -6  |
| 8º     | Cerro            | 21  | 24 | 9  | 3  | 12 | 21 | 29 | -8  |
| 9º     | Central Español  | 21  | 24 | 7  | 7  | 10 | 19 | 27 | -8  |
| 10º    | River Plate      | 20  | 24 | 5  | 10 | 9  | 26 | 27 | -1  |
| 11º    | Bella Vista      | 18  | 24 | 5  | 8  | 11 | 20 | 33 | -13 |
| 12º    | Miramar Misiones | 18  | 24 | 4  | 10 | 10 | 24 | 38 | -14 |
| 13º    | Progreso         | 13  | 24 | 4  | 5  | 15 | 20 | 39 | -19 |

|  | Campeón uruguayo, clasifica a la Copa Libertadores. |
|  | Clasifica a la Copa Libertadores.                   |
|  | Desciende a Segunda División.                       |

|                                           |
| Uruguay                                   |
| Campeón Uruguayo 1988 Danubio 1.er título |

### Fixture
| Danubio | 2:0 | Central Español | Estadio Charrúa | 12 de Junio |

| Liverpool | 0:1 | Danubio | Estadio Belvedere | 26 de Junio |

| Danubio | 2:1 | Cerro | Estadio Jardines | 3 de Julio |

| Danubio | 3:1 | Miramar Misiones | Estadio Jardines | 10 de Julio |

| Danubio | 1:0 | Defensor | Estadio Jardines | 17 de Julio |

| Danubio | 3:1 | Bella Vista | Estadio Jardines | 24 de Julio |

| Danubio | 0:1 | Huracán Buceo | Estadio Jardines | 24 de Julio |

| Wanderers | 0:6 | Danubio | Parque Viera | 14 de agosto |

| Progreso | 0:3 | Danubio | Parque Paladino | 21 de agosto |

| River Plate | 2:3 | Danubio | Parque Saroldi | 28 de agosto |

| Peñarol | 0:1 | Danubio | Estadio Centenario | 3 de septiembre |

| Nacional | 0:1 | Danubio | Estadio Centenario | 10 de septiembre |

| Danubio | 4:1 | Central Español | Estadio Jardines | 18 de septiembre |

| Danubio | 4:1 | Liverpool | Estadio Jardines | 2 de octubre |

| Cerro | 0:0 | Danubio | Estadio Troccoli | 9 de octubre |

| Miramar Misiones | 2:2 | Danubio | Parque Mendez Piana | 16 de octubre |

| Defensor | 0:0 | Danubio | Estadio Franzini | 23 de octubre |

| Bella Vista | 0:2 | Danubio | Parque Nazzazi | 6 de noviembre |

| Huracán Buceo | 2:1 | Danubio | Estadio Charrua | 13 de noviembre |

| Danubio | 3:2 | Wanderers | Estadio Jardines | 20 de noviembre |

| Danubio | 1:0 | Progreso | Estadio Jardines | 27 de noviembre |

| Danubio | 2:1 | RIver Plate | Estadio Jardines | 4 de diciembre |

| Danubio | 2:2 | Peñarol | Estadio Centenario | 10 de diciembre |

| Danubio | 5:1 | Nacional | Estadio Centenario | 17 de diciembre |

## Goleadores
| Jugador                | Club                 | Goles |
| ---------------------- | -------------------- | ----- |
| Rubén Da Silva         | Danubio              | 23    |
| Adolfo Barán           | Peñarol              | 14    |
| Luis A. Acosta         | Montevideo Wanderers | 12    |
| Sergio Martínez Alzuri | Defensor Sporting    | 11    |
| Enrique Ferreira       | Bella Vista          | 9     |
| Carlos Laje            | Miramar Misiones     | 9     |

## Clasificación a torneos continentales

### Liguilla Pre-Libertadores
| Pos. | Equipo        | Pts. | PJ | PG | PE | PP | GF | GC | Dif. |
| ---- | ------------- | ---- | -- | -- | -- | -- | -- | -- | ---- |
| 1°   | Peñarol       | 9    | 5  | 4  | 1  | 0  | 16 | 4  | 12   |
| 2°   | Defensor      | 6    | 5  | 2  | 2  | 1  | 8  | 8  | 0    |
| 3°   | Danubio       | 5    | 5  | 2  | 1  | 2  | 5  | 6  | -1   |
| 4°   | Wanderers     | 4    | 5  | 2  | 0  | 3  | 6  | 9  | -3   |
| 5°   | Liverpool     | 3    | 5  | 1  | 1  | 3  | 8  | 11 | -3   |
| 6°   | Huracán Buceo | 3    | 5  | 1  | 1  | 3  | 6  | 11 | -5   |

|  | Clasifica a la Copa Libertadores 1989. |

| Uruguay                                   |
| Campeón Liguilla 1988 Peñarol 9.no título |

#### Desempate por el segundo clasificado a la Copa Libertadores
|  | Danubio | 1:1 (Penales 3:2) | Defensor |  |  |

### Equipos clasificados

#### Copa Libertadores 1989
|   | Equipo   | Clasificación como             |
| - | -------- | ------------------------------ |
| 1 | Nacional | Campeón Copa Libertadores 1988 |
| 2 | Peñarol  | Campeón Liguilla 1988          |
| 3 | Danubio  | Subcampeón Liguilla 1988       |